# 베이징바르바스텔레박쥐
베이징바르바스텔레박쥐 또는 베이징넓은귀박쥐(Barbastella beijingensis)는 애기박쥐과에 속하는 박쥐의 일종이다. 중국 베이징시의 토착종이다. 2001년 베이징 남서부 팡산 구 동굴에서 중국 동물학 학생들이 발견했으며, 2007년 동물학자 장슈에와 가레스 존스 등이 별도의 종으로 분류했다.

## 같이 보기
- 베이징생쥐귀박쥐